# قوة الاستطلاع البحرية الثالثة
قوة الاستطلاع البحرية الثالثة (III MEF) هي تشكيل لفرقة عمل بحرية جوية-أرضية تابعة لسلاح مشاة البحرية الأمريكية. وهي مُعدة للانتشار في الخطوط الأمامية وقادرة على إجراء عمليات سريعة على جميع المستويات بدءاً من المساعدات الإنسانية والإغاثة في حالات الكوارث إلى الهجوم البرمائي والقتال الشديد جداً.
وهي تحتفظ بانتشار متقدم في اليابان وآسيا لدعم معاهدة التعاون والأمن المتبادلين بين الولايات المتحدة واليابان (1960) وعلاقات التحالف الأخرى للولايات المتحدة. كما تجري عمليات مشتركة وتدريب في جميع أنحاء المنطقة لدعم إستراتيجية الأمن القومي لمسرح التعاون الأمني.